# 徐恩雅
徐恩雅（韓語：서은아，1989年2月26日—），韓國女演員。

## 生涯
徐恩雅於1989年2月16日在韓國仁川廣域市出生。她從小學三年級開始便學習舞蹈，高中畢業後便考進韓國藝術綜合大學演劇院表演或演技系。「雖然舞蹈是一件有趣的學問，但我最終還是選擇了演戲作為我的生涯。在學習跳舞的過程中，我不斷思考，能讓觀眾感到有趣又能繼續跳舞的工作是甚麼呢？我第一時間想到的就是戲劇系，既然戲劇能帶給觀眾歡樂，又能讓我學到更多知識，於是我就做出這個決定了。」最終，她成功畢業於韓國藝術綜合大學演劇院表演系舞蹈科。
2013年，她在電影《勾當》中擔任女主角河妍美，此為她出道而來首次擔任電影女主角，備受關注。同年，她憑這部作品奪得第50屆大鐘獎女子新人獎。

## 出演作品

### 電視劇
| 年份 | 電視台  | 劇名                     | 飾演角色 |
| 2013 | tvN     | 《鄰家花美男》           | 恩雅     |
| 2015 | OCN     | 《失蹤的黑色M》          | 殷彩琳   |
| 2015 | tvN     | 《隱藏身份》             |          |
| 2015 | KBS     | 《KBS特別電視劇 - 秘密》 |          |
| 2016 | tvN     | 《Signal》               | 柳昇燕   |
| 2017 | OCN     | 《隧道》                 | 金美秀   |
| 2017 | SBS     | 《我的野蠻女友》         | 末今     |
| 2018 | KBS     | 《你的管家》             | 韓素美   |
| 2018 | Netflix | 《心靈的聲音：Reboot》   | 金泰希   |
| 2019 | tvN     | 《阿斯達年代記》         | 阿薩莫   |
| 2023 | Netflix | 《》                     | 善英     |

### 短篇電影
| 年份   | 片名               | 飾演角色 | 備註     |
| 2008年 | 《水晶堂的二女兒》 |          | 秀鎮朋友 |
| 2008年 | 《自由鳥的舞蹈》   |          | 相親小姐 |
| 2010年 | 《週末與戀人》     |          | 刑警     |

### 獨立電影
| 年份   | 片名          | 飾演角色 |
| 2011年 | 《U.F.O.》    | 李智賢   |
| 2012年 | 《天雄怪談》  | 孫珠英   |
| 2012年 | 《加油!家族》 |          |

### 長篇電影
| 年份   | 片名                    | 飾演角色 |
| 2013年 | 《勾當》                | 河妍美   |
| 2014年 | 《騷動青春》            | 高銀     |
| 2015年 | 《黑山島》              | 薛蘭     |
| 2016年 | 《Missing：消失的女子》 | 秀連     |

## 獎項
| 年份   | 頒獎禮       | 部門       | 作品名稱 | 結果 |
| 2013年 | 第50屆大鐘獎 | 女子新人獎 | 《勾當》 | 獲獎 |

## 外部連結
- 徐恩雅的Instagram帳戶
- 徐恩雅的Facebook專頁
- 徐恩雅在韩国电影数据库（KMDb）上的資料（韓語）